# Osiris variegatus
Osiris variegatus är en biart som beskrevs av Smith 1854. Osiris variegatus ingår i släktet Osiris och familjen långtungebin. Inga underarter finns listade i Catalogue of Life.